# Érsekkert
A Szmrecsányi Lajos Érsekkert (vagy 1990 előtti hivatalos nevén Népkert, 1990-2019 között hivatalos neve Érsekkert) Eger központi parkja.

## Története
Területén már a 13. században érseki vadászterület volt. A természetes erdőt Eszterházy Károly püspök keríttette el, a park északi és nyugati oldalán még megvannak a díszes kapuk. Keletről az Eger-patak határolja. Sokáig érseki magánterület volt, csupán 1919-ben nyitották meg, tanácshatalmi nyomásra. A park kb. 12 hektáros.
1990-ben a rendszerváltás után a Népkert névről Érsekkert névre változtatták a nevét, majd 2019. január 31-én Szmrecsányi Lajos Érsekkert lett a neve.

## Látnivalók
- Sportkomplexum (stadion, fedett sportpálya)
- Szökőkút a park központjában (a helyen szovjet hősi emlékmű állt 1990-ig, a kutat 2000-ben adták át)
- Mesterséges tó 18. századi kőhíddal
- Zenepavilon a park északkeleti bejáratánál
- Az egri strandnak is van bejárata a parkból: a patakon átívelő híd.